# Prva hrvatska nogometna liga (2020/2021)
Prva hrvatska nogometna liga 2020/2021 (oficjalnie znana jako Hrvatski Telekom Prva liga ze względów sponsorskich) była 30. edycją najwyższej klasy rozgrywkowej piłki nożnej w Chorwacji. 
Brało w niej udział 10 drużyn, które w okresie od 14 sierpnia 2020 do 22 maja 2021 rozegrały 36 kolejek meczów. 
Mistrzostwo obroniła drużyna Dinamo Zagrzeb.

## Drużyny
| Uczestnicy poprzedniej edycji                                                                                 | Uczestnicy poprzedniej edycji | Uczestnicy poprzedniej edycji | Uczestnicy poprzedniej edycji |
| --- | ----------------------------- | ----------------------------- | ----------------------------- |
| DIN | Dinamo Zagrzeb                | 1                             |                               |
| LOK | Lokomotiva Zagrzeb            | 2                             |                               |
| RIJ | HNK Rijeka                    | 3                             |                               |
| OSI | NK Osijek                     | 4                             |                               |
| HAJ | Hajduk Split                  | 5                             |                               |
| NKG | HNK Gorica                    | 6                             |                               |
| SLA | Slaven Belupo                 | 7                             |                               |
| VAR | NK Varaždin                   | 8                             |                               |
| po barażach                                                                                                   |                               |                               |                               |
| IST | Istra 1961                    | 9                             |                               |
| Awans z Druga hrvatska nogometna liga                                                                         |                               |                               |                               |
| ŠIB | HNK Šibenik                   | 1                             |                               |
| Oznaczenia: - kolumna pierwsza – skróty nazw drużyn, - kolumna trzecia – miejsce zajęte w poprzednim sezonie. |                               |                               |                               |

## Tabela
| Lp. | Drużyna               | M  | Z  | R  | P  | B+ | B- | +/– | Pkt | Kwalifikacja lub spadek                                |
| --- | --------------------- | -- | -- | -- | -- | -- | -- | --- | --- | ------------------------------------------------------ |
| 1   | Dinamo Zagrzeb (M, P) | 36 | 26 | 7  | 3  | 84 | 28 | +56 | 85  | Liga Mistrzów UEFA • II runda kwalifikacyjna           |
| 2   | NK Osijek             | 36 | 23 | 8  | 5  | 59 | 25 | +34 | 77  | Liga Konferencji Europy UEFA • II runda kwalifikacyjna |
| 3   | HNK Rijeka            | 36 | 18 | 7  | 11 | 51 | 46 | +5  | 61  | Liga Konferencji Europy UEFA • II runda kwalifikacyjna |
| 4   | Hajduk Split          | 36 | 18 | 6  | 12 | 48 | 37 | +11 | 60  | Liga Konferencji Europy UEFA • II runda kwalifikacyjna |
| 5   | HNK Gorica            | 36 | 17 | 8  | 11 | 60 | 47 | +13 | 59  |                                                        |
| 6   | HNK Šibenik           | 36 | 9  | 8  | 19 | 32 | 47 | −15 | 35  |                                                        |
| 7   | Slaven Belupo         | 36 | 7  | 13 | 16 | 36 | 53 | −17 | 34  |                                                        |
| 8   | Lokomotiva Zagrzeb    | 36 | 7  | 9  | 20 | 29 | 60 | −31 | 30  |                                                        |
| 9   | Istra 1961            | 36 | 7  | 8  | 21 | 27 | 52 | −25 | 29  |                                                        |
| 10  | Varaždin (S)          | 36 | 6  | 10 | 20 | 30 | 61 | −31 | 28  | Spadek do Druga hrvatska nogometna liga                |

## Wyniki
| Gospodarz \ Gość   | DIN | NKG | HJD | IST | LOK | OSI | NKR | SLA | SIB | VAR | DIN | NKG | HJD | IST | LOK | OSI | NKR | SLA | SIB | VAR |
| ------------------ | --- | --- | --- | --- | --- | --- | --- | --- | --- | --- | --- | --- | --- | --- | --- | --- | --- | --- | --- | --- |
| Dinamo Zagrzeb     |     | 3–2 | 3–1 | 5–0 | 6–0 | 4–1 | 0–2 | 3–3 | 1–2 | 4–0 |     | 1–0 | 2–0 | 1–0 | 2–0 | 1–0 | 2–0 | 3–0 | 1–0 | 2–2 |
| HNK Gorica         | 3–4 |     | 2–1 | 2–2 | 1–1 | 4–1 | 0–0 | 0–1 | 3–2 | 1–0 | 0–3 |     | 1–1 | 2–1 | 4–2 | 1–0 | 3–4 | 0–1 | 1–0 | 0–0 |
| Hajduk Split       | 1–2 | 2–4 |     | 2–0 | 0–1 | 1–1 | 1–2 | 2–2 | 0–1 | 2–0 | 1–1 | 4–0 |     | 1–0 | 2–0 | 0–1 | 3–2 | 2–2 | 1–0 | 2–0 |
| Istra 1961         | 0–1 | 1–1 | 1–0 |     | 3–1 | 1–4 | 1–2 | 2–1 | 1–0 | 0–1 | 0–1 | 0–2 | 0–1 |     | 1–1 | 0–2 | 1–2 | 1–0 | 3–2 | 0–1 |
| Lokomotiva Zagrzeb | 1–1 | 1–2 | 1–2 | 0–0 |     | 0–3 | 1–0 | 2–1 | 0–4 | 2–2 | 0–2 | 0–3 | 0–2 | 0–1 |     | 0–2 | 2–3 | 3–1 | 1–0 | 4–0 |
| NK Osijek          | 2–0 | 2–1 | 1–2 | 1–0 | 2–1 |     | 3–0 | 0–0 | 1–0 | 1–0 | 1–1 | 1–1 | 2–0 | 2–1 | 2–0 |     | 2–0 | 3–0 | 3–0 | 1–1 |
| HNK Rijeka         | 2–2 | 0–2 | 0–1 | 2–1 | 1–0 | 1–1 |     | 2–0 | 2–1 | 2–1 | 1–5 | 2–1 | 0–1 | 1–1 | 3–0 | 0–0 |     | 1–1 | 2–2 | 2–0 |
| Slaven Belupo      | 1–5 | 1–2 | 0–2 | 5–1 | 0–0 | 0–1 | 1–3 |     | 0–0 | 2–0 | 0–2 | 0–1 | 1–1 | 1–1 | 0–0 | 2–2 | 0–2 |     | 2–2 | 1–0 |
| HNK Šibenik        | 0–2 | 1–3 | 0–1 | 1–0 | 3–2 | 0–2 | 2–0 | 0–3 |     | 0–1 | 1–1 | 1–1 | 0–2 | 1–0 | 0–0 | 0–4 | 0–1 | 2–0 |     | 0–0 |
| Varaždin           | 1–2 | 1–5 | 4–2 | 1–1 | 1–1 | 0–1 | 2–1 | 1–2 | 1–3 |     | 0–5 | 2–1 | 0–1 | 1–1 | 0–1 | 2–3 | 2–3 | 1–1 | 1–1 |     |

## Najlepsi strzelcy
| Bramki | Strzelcy            | Drużyna        |
| ------ | ------------------- | -------------- |
| 22     | Ramón Miérez        | NK Osijek      |
| 17     | Mario Gavranović    | Dinamo Zagrzeb |
| 16     | Mislav Oršić        | Dinamo Zagrzeb |
| 15     | Kristijan Lovrić    | HNK Gorica     |
| 13     | Franko Andrijašević | HNK Rijeka     |
| 11     | Deni Jurić          | HNK Šibenik    |
| 9      | Mijo Caktaš         | Hajduk Split   |
| 9      | Ognjen Mudrinski    | HNK Gorica     |
| 9      | Bruno Petković      | Dinamo Zagrzeb |
| 8      | Ivan Krstanović     | Slaven Belupo  |
| 8      | Robert Murić        | HNK Rijeka     |

## Stadiony
| Dinamo Zagrzeb |
| Maksimir       |
| 37 168         |
|                |

| HNK Gorica                    |
| Gradski stadion Velika Gorica |
| 5 000                         |
|                               |

| Hajduk Split |
| Poljud       |
| 34 448       |
|              |

| Istra 1961   |
| Aldo Drosina |
| 8 923        |
|              |

| Lokomotiva Zagrzeb |
| Kranjčevićeva      |
| 8 850              |
|                    |

| NK Osijek   |
| Gradski vrt |
| 18 856      |
|             |

| HNK Rijeka       |
| Stadion Rujevica |
| 8 279            |
|                  |

| Slaven Belupo   |
| Gradski stadion |
| 3 059           |
|                 |

| HNK Šibenik       |
| Stadion Šubićevac |
| 3 412             |
|                   |

| Varaždin        |
| Stadion Varteks |
| 8 850           |
|                 |